# ポワシー
ポワシー  (Poissy) は、フランス、イル＝ド＝フランス地域圏、イヴリーヌ県の都市。

## 地理
ポワシーは県の北東部、パリ西方約30km、サン＝ジェルマン＝アン＝レーの5マイル西に位置する。セーヌ川が蛇行した部分の左岸にある。

## 交通
- 道路 - RD190、RD30、RD308、RD113
- 鉄道 - RER A線およびトランジリアンJ線、ポワシー駅

## 歴史

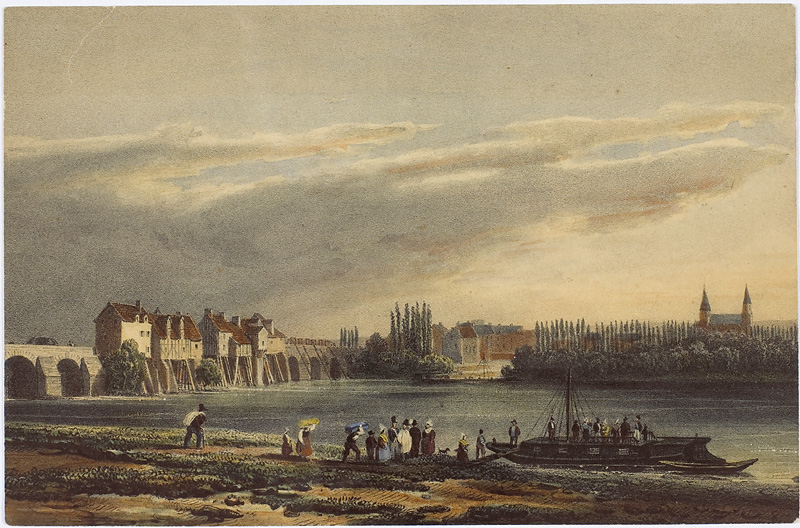
19世紀に描かれたポワシーのセーヌ河岸

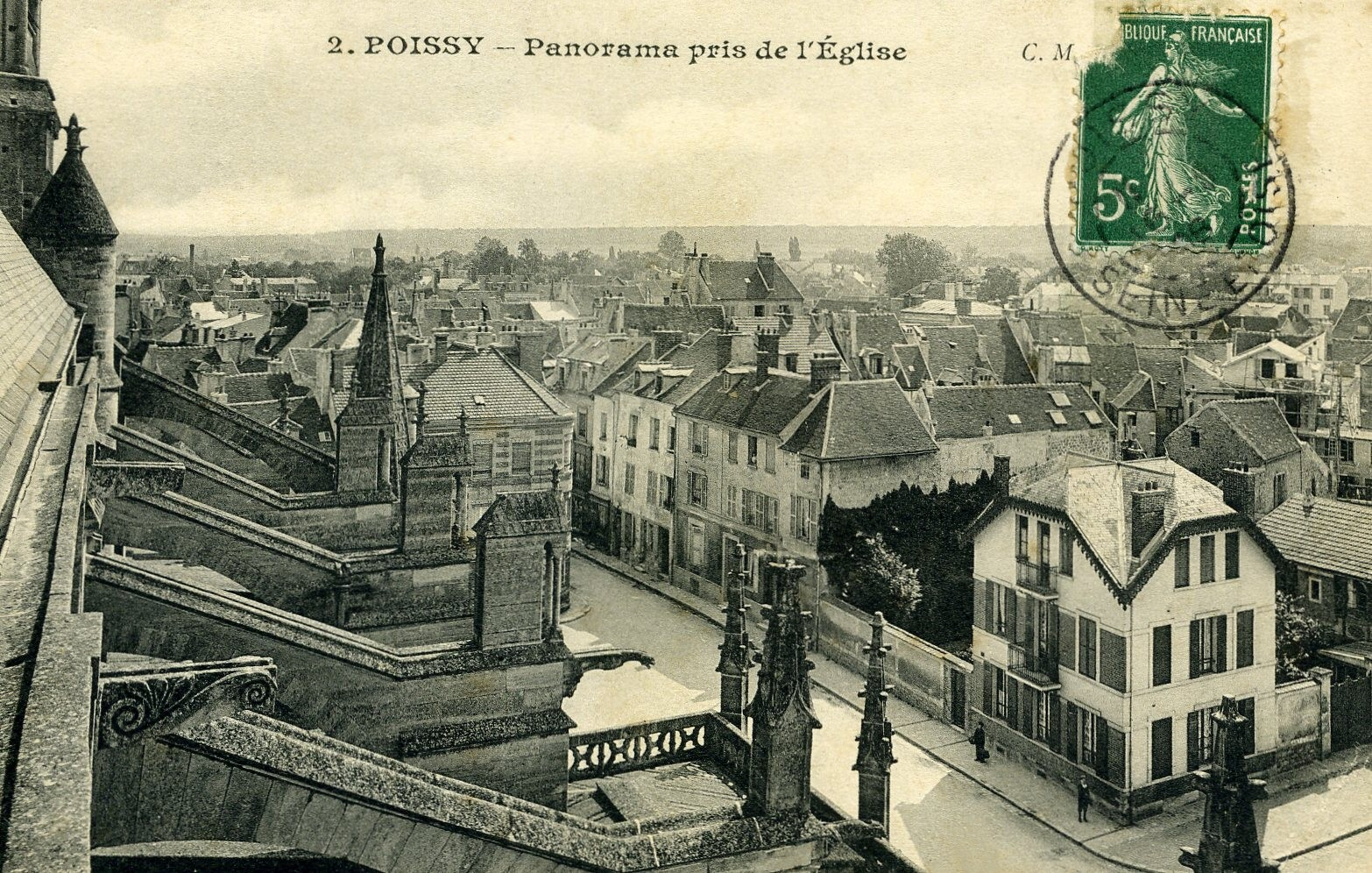

ガリア時代のポワシーは、農民と漁民の暮らす小さな村であった。
メロヴィング朝時代のポワシーはPinciacumと呼ばれ、Pincerais伯領（セーヌ川とイヴリーヌの森の間が領域）の首都であった。シャルトル司教座に属する主司祭座がおかれていた。
5世紀以降のポワシーは王の居住地であった。868年、シャルル2世はポワシーで高官を集め集会を開いた。996年から1031年、ロベール2世はポワシーに王城をかまえ、ノートルダム教会を建設した。彼の2度目の妃ベルト・ド・ブルゴーニュはアウグスチノ会派の女子修道院を建てた。
カペー王朝時代には、ポワシーに2つの城が存在した。古い城はメロヴィング朝期のもの、もう1つはコンスタンス・ダルルが建てたといわれている。1188年、フィリップ2世はポワシー住民が軍役につく替わりに自治を与えた。1200年、フィリップ2世はポワシーの城を息子ルイ8世に与え、この城でルイ8世とブランシュ・ド・カスティーユとの婚儀が行われた。ルイ9世とフィリップ3世はポワシーで誕生している。
1297年、ルイ9世がローマ教皇ボニファティウス8世によって聖別されると、フィリップ4世はポワシーにドミニコ会修道院を建設し、聖王ルイに捧げた。
百年戦争中の1346年、ノルマンディーに上陸したイングランド王エドワード3世はセーヌ川谷を荒らし、ポワシーを占領した。エドワード黒太子がポワシー城を炎上させた（1369年、シャルル5世は城の遺構を取り壊した）。
1561年10月、カトリーヌ・ド・メディシスはカトリックとユグノー両派代表を招いてポワシー会談を開いたが失敗に終わった。この和解の試みの失敗が、ユグノー戦争勃発へつながった。
17世紀、カプチン会とウルスラ会がそれぞれ修道院を建てた。
1790年、ポワシーは新たに創設されたセーヌ＝エ＝オワーズ県の郡庁所在地となった。
1832年、イングランドから上陸したコレラ流行は瞬く間にパリ地方に広がり、ポワシーでは少なくとも70人が犠牲となった。1841年、パリ＝ルーアン間の鉄道路線がポワシーに敷かれた。1881年、グランド・サンチュールが開業した。
第一次世界大戦中のポワシーは、要塞化された駐屯地や2箇所の病院を持つコミューンだった。1922年から1927年にかけ、硬貨製造会社ソシエテ・フランセーズ・ド・モネヤージュが工場を置き、ポワシーは国内の硬貨鋳造中心地となった。6億5千枚もの硬貨が、フランスやフランス領植民地の硬貨のみならず、諸外国のためにつくられていた。1937年、フォードが軍用トラック製造工場を設置した。
第二次世界大戦中の1940年6月、ドイツ軍がポワシーへ侵攻した。ポワシーのセーヌ川に架かる橋は、フランス南部へ逃れようとする避難民の長い列ができた。ドイツ軍に接収されたフォードの工場では、ドイツ軍用車両が製造されていた。この工場を標的としたイギリス空軍の空爆が数回行われ、死者・負傷者を出した。アメリカ軍によってコミューンが解放されたのは1944年8月26日であった。

## 経済

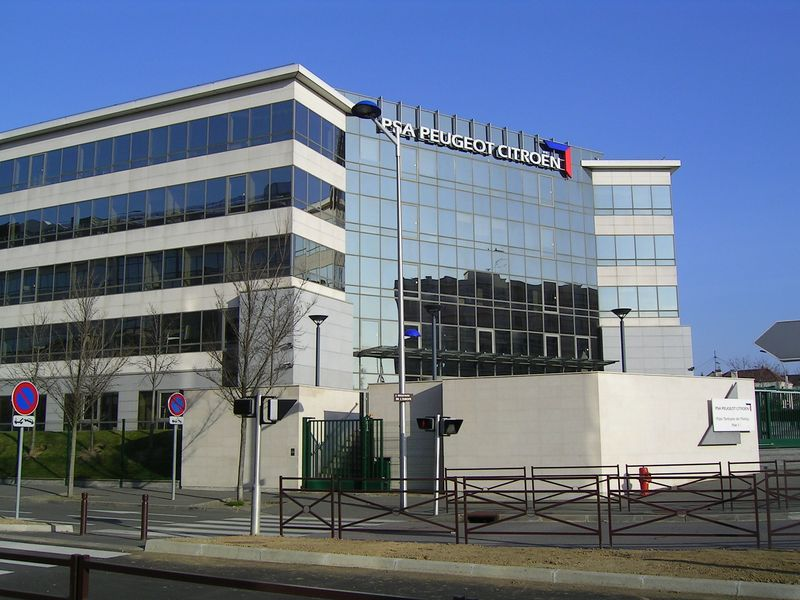
PSA

1999年の時点で、ポワシーは人口約36,000人に対して20,000人以上がコミューン内で働いている、県の主要な雇用中心地である。内訳は工業と建設業が約35%、第三次産業が64%となっている。自動車関連の職種で働く比率が高い。

### ポワシーにある主な企業
- PSA・ポワシー工場
- マーレ
- フォーレシア (fr:Faurecia)
- シーメンス
- ロシャス (インターパルファム（フランス語版）傘下)
- Environnement S.A - France (fr)
- GEFCO（fr、PSA子会社）

## 政治・行政
かつてのポワシーは、長期にわたりフランス共産党を含む左派の牙城とされるコミューンであったが、現在は中道左派に移行している。2007年フランス大統領選挙の第一回投票では、ニコラ・サルコジが投票数の34.15%を獲得して首位となった。
行政や治安の面に関しては、刑事施設として、困難受刑者が収容されるメゾン・サントラルが置かれている。

## 史跡
- ノートルダム教会 - 12世紀。ルイ9世が洗礼を受けた教会。1840年にフランス歴史文化財に登録された。
- 旧橋 - 12世紀の石組み橋
- 旧コミューン庁舎[7] - かつてのカプチン派修道院建物で、1620年に完成した。1837年より庁舎となっている。
- 旧税関 - 1830年完成。六角形のかたちをしている。現在は観光事務所が入っている。
- サヴォア邸 - ル・コルビュジエが設計

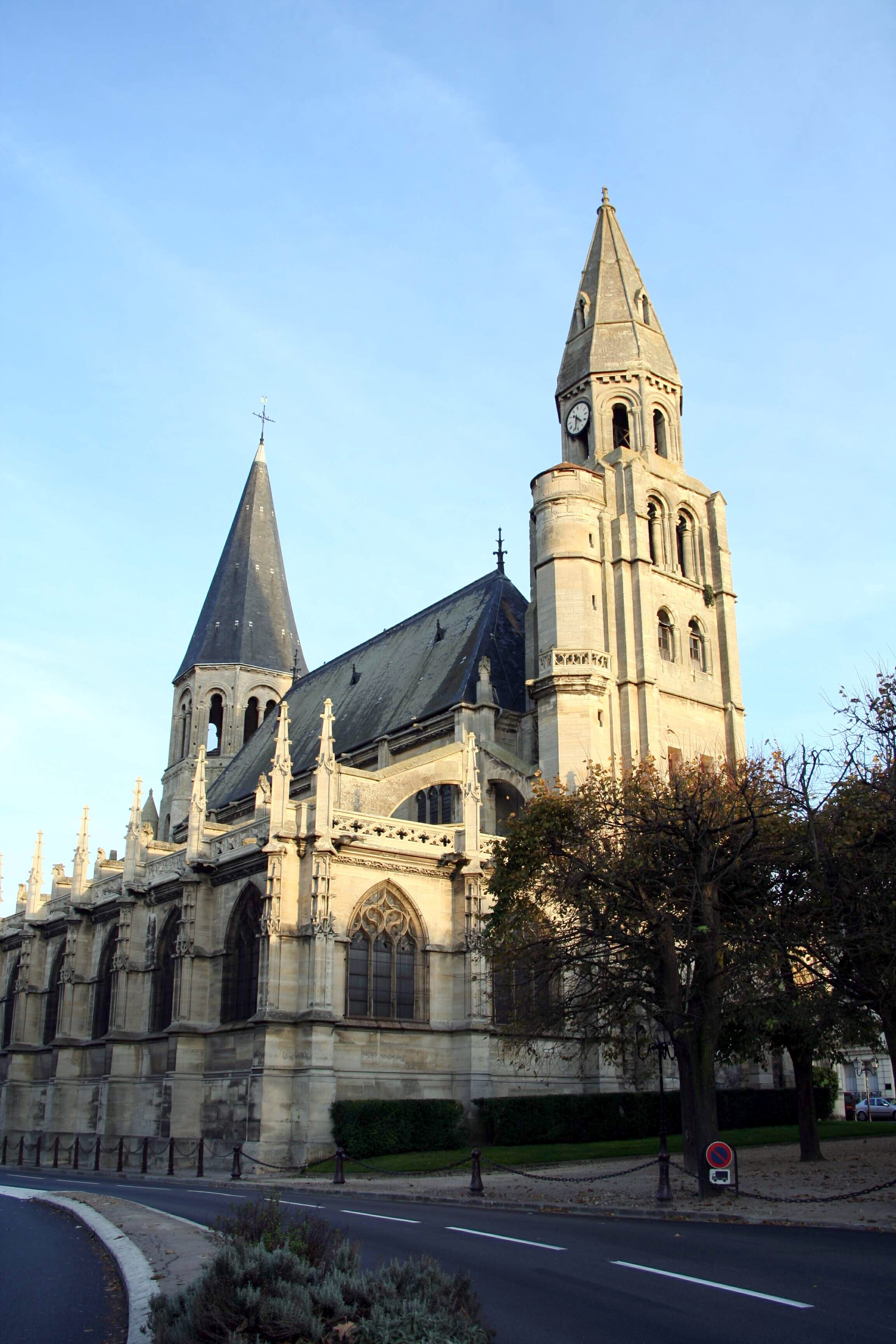
ノートルダム教会
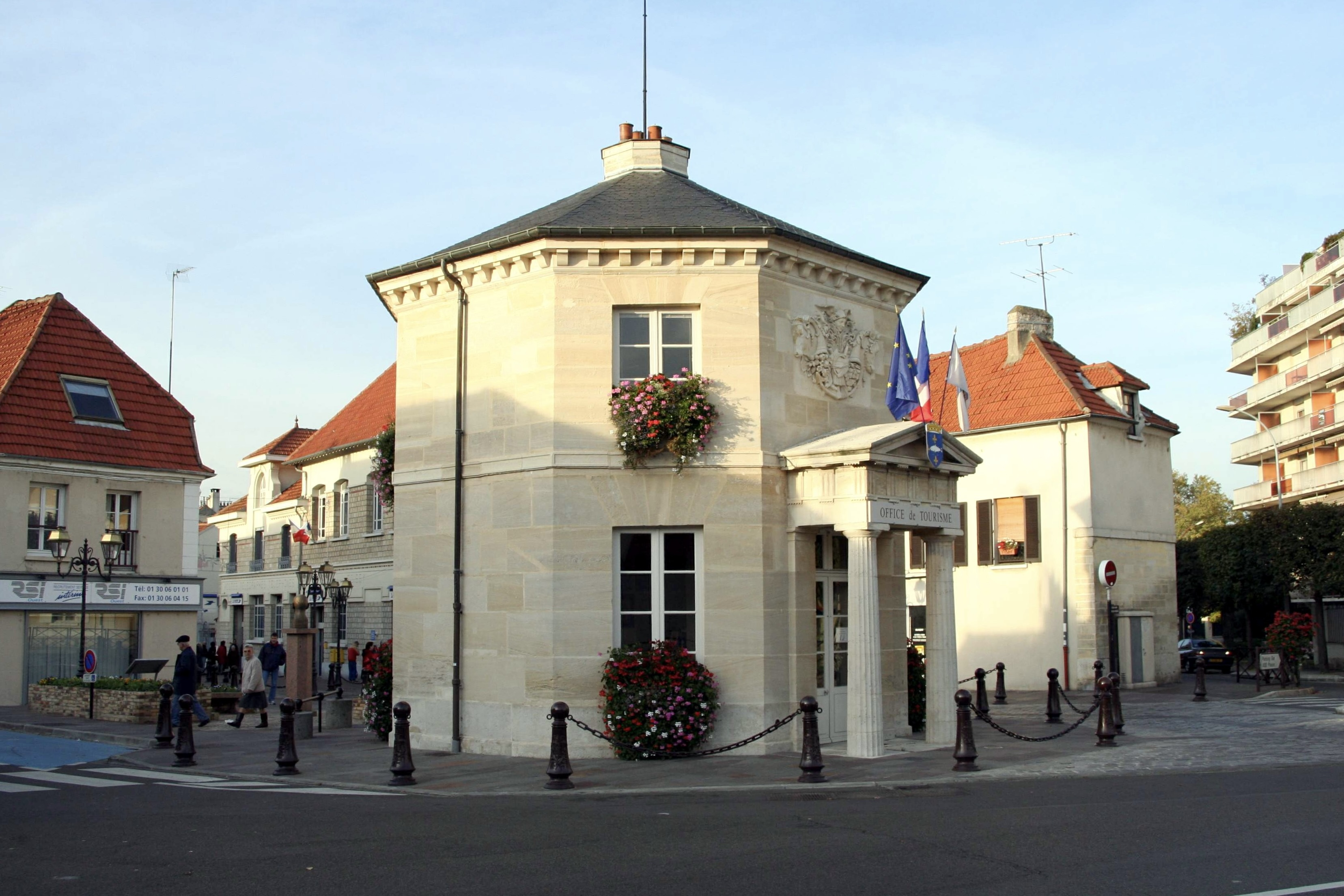
税関
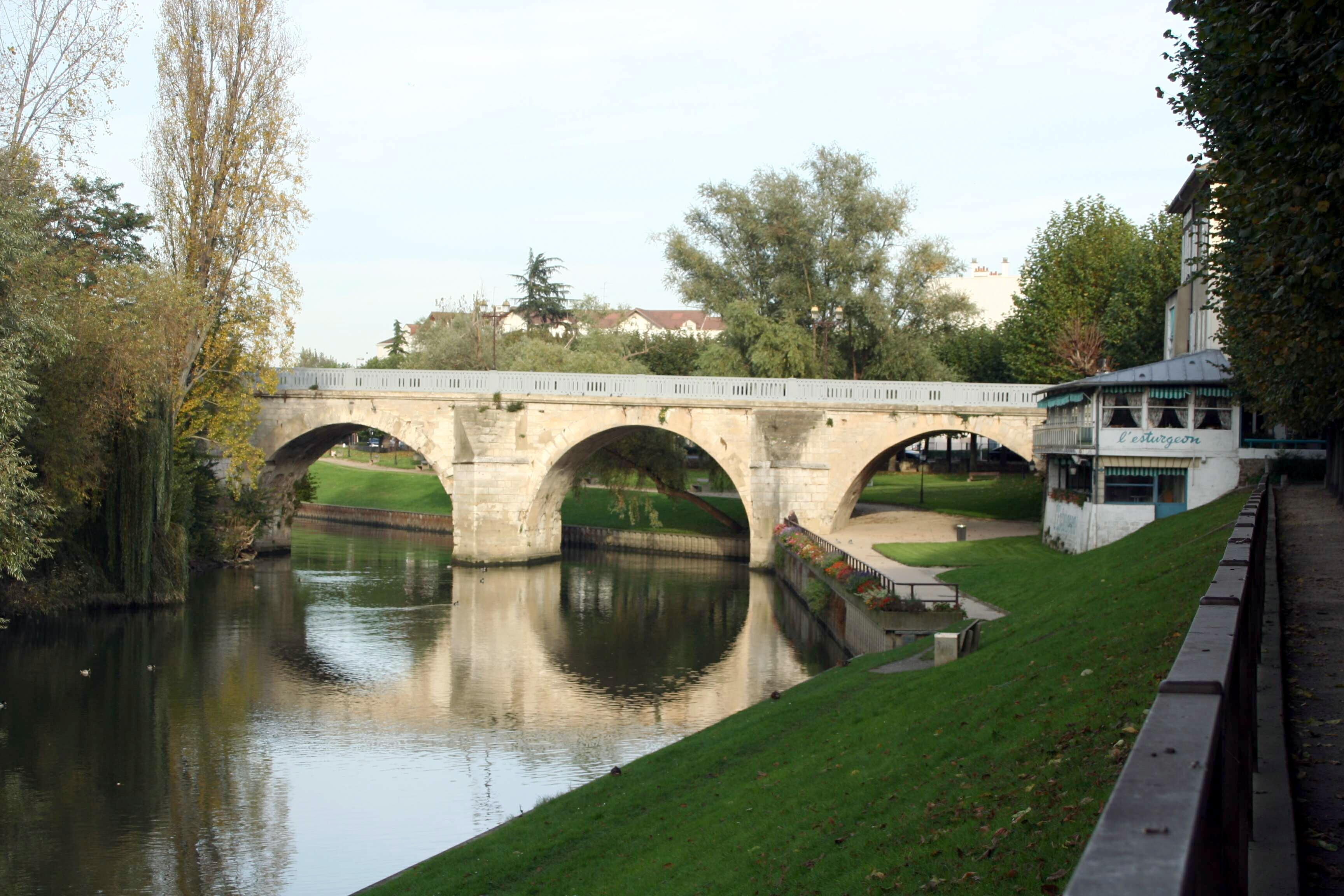
橋
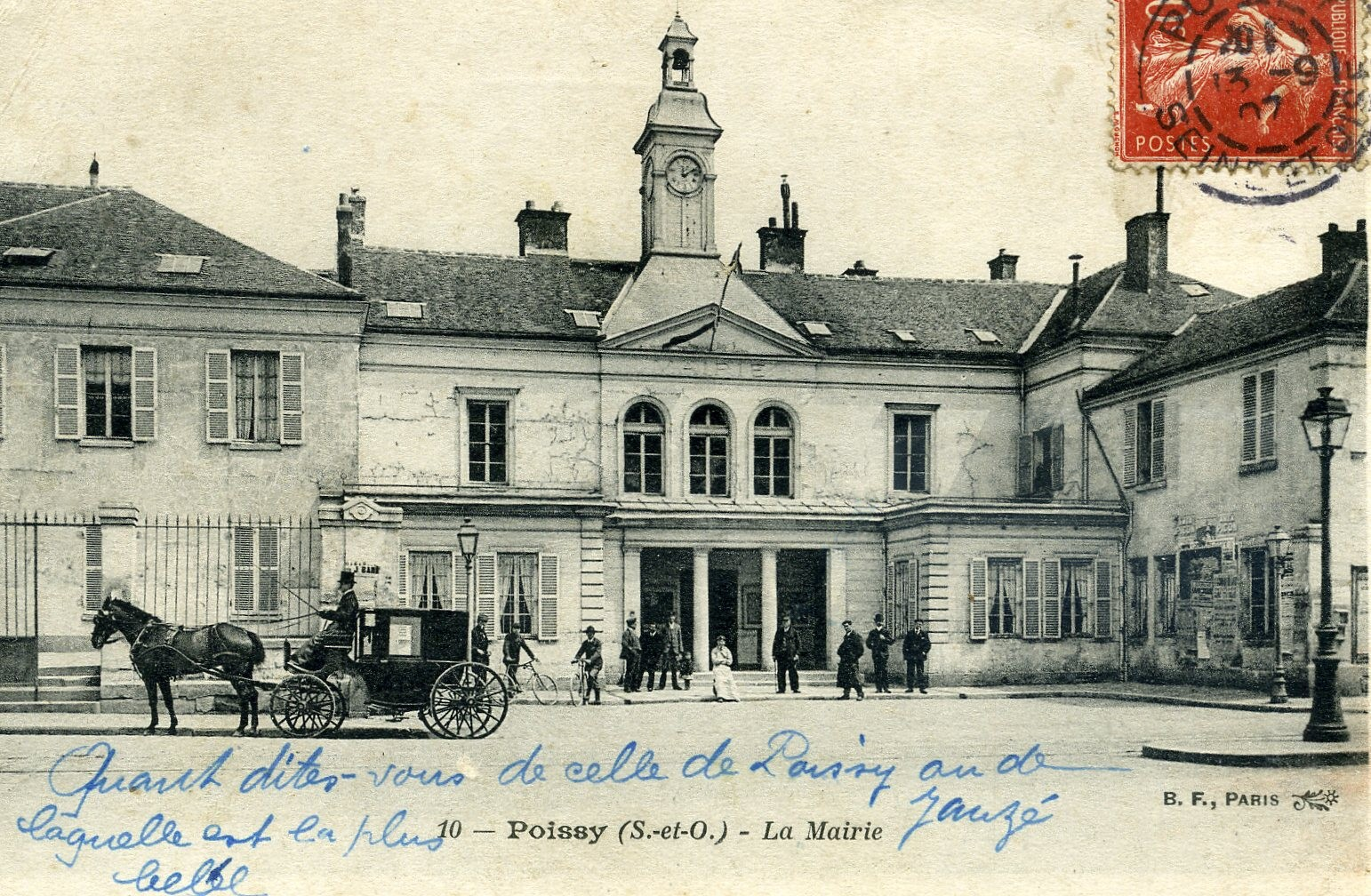
旧庁舎

## 姉妹都市
- ピルマゼンス、ドイツ

## 関係者
出身者
- ルイ9世 - 聖ルイ。フランス国王
- フィリップ3世 - フランス国王
- ポンパドゥール夫人 - ルイ15世の公妾。出身は現在のパリ2区。幼少期から教育を受けた地がポワシー。
- モーリス・ルジオン - 地質学者
- ダミアン・ル・タレク - サッカー選手
- フシン・カルジャ - サッカー選手。サッカーモロッコ代表

居住その他ゆかりある人物
- クリスティーヌ・ド・ピザン - フランス文学最初の職業文筆家、詩人。イタリアヴェネチア出身、ポワシーに晩年居住死去。
- ニコラ・プッサン - 画家。居住
- ジャン＝バティスト・カミーユ・コロー - 画家、バルビゾン派。居住
- オノレ・ド・バルザック - 小説家。居住
- クロード・モネ - 画家。居住
- カルロス - "カルロス・ザ・ジャッカル"の名で知られる国際テロリスト。ポワシー中央監獄に収監されている。